# Montpellier Paillade Basket
El Montpellier Paillade Basket fue un equipo de baloncesto francés con sede en la ciudad de Montpellier, en la región de Occitania, que jugó nueve temporadas en la LNB Pro A, la máxima competición de su país. Disputaba sus partidos en el Palacio de los Deportes Pierre de Coubertin, con capacidad para 4.003 espectadores.

## Historia
Tras la fusión de los clubes AS Paillade y Juvignac, el club fue adquirido por Louis Nicollin a mediados de los años ochenta y se convirtió en la sección de baloncesto del Montpellier Paillade Sport Club (MPSC). En 1989, bajo la presión del municipio, la sección toma su autonomía bajo el nombre de Montpellier Basket y adquiere sus colores azul y blanco. El club cambió su denominación por la de Montpellier Paillade Basket para hacer hincapié en su ubicación en el distrito de Paillade, donde se encuentra el Palacio de los Deportes Pierre de Coubertin.
Tras pasar por categorías inferiores, el equipo logró el ascenso a la Pro A en 1993. Jugó nueve temporadas en la máxima competición francesa, participando además en tres ediciones de la Copa Korac, en la 1989-90, en la que alcanzaron la segunda ronda, la 1996-97, eliminados en la fase de grupos y la 1997-98, donde alcanzaron los dieciseisavos de final, siendo eliminados por el Hapoel Galil Elyon israelí.
En la temporada 2001-2002, tras acabar en la décima tercera posición, evitando el descenso, se anunció la bancarrota del equipo. El municipio de Montpellier no consiguió mantener en la élite un club plagado de dificultades económicas, mientras que el equipo de balonmano, el Montpellier Handball lograba cuatro de las últimas ligas francesas, y los de voleibol y fútbol mantuvieron su lugar en la élite.

## Trayectoria
| Temporada | División | Posición                             | Copa de Francia | Competición europea          |
| --------- | -------- | ------------------------------------ | --------------- | ---------------------------- |
| 1982-1983 | ?        | ?                                    | ?               | -                            |
| 1983-1984 | ?        | ?                                    | ?               | -                            |
| 1984-1985 | ?        | ?                                    | ?               | -                            |
| 1985-1986 | ?        | ?                                    | ?               | -                            |
| 1986-1987 | ?        | ?                                    | ?               | -                            |
| 1987-1988 | N1B      | 1º (campeón y ascenso)               | -               | -                            |
| 1988-1989 | N1A      | 5º (1/4 final Play-Off)              | -               | -                            |
| 1989-1990 | N1A      | 15º                                  | -               | Copa Korać (2ª ronda)        |
| 1990-1991 | N1A      | 11º (1/4 final en Play-Off)          | -               | -                            |
| 1991-1992 | N1A      | 9º (ronda preliminar en Play-Off)    | -               | -                            |
| 1992-1993 | N1A      | 9º (1/4 final en Play-Off)           | -               | -                            |
| 1993-1994 | Pro A    | 9º (Octavos de final en Play-Off)    | -               | -                            |
| 1994-1995 | Pro A    | 12º (1/4 final en Play-Off)          | -               | -                            |
| 1995/1996 | Pro A    | 9º                                   | ?               | -                            |
| 1996-1997 | Pro A    | 7º (1/4 final en Play-Off)           | ?               | Copa Korać (fase grupos)     |
| 1997/1998 | Pro A    | 13º                                  | ?               | Copa Korać (16avos de final) |
| 1998-1999 | Pro A    | 16º (descendido y después repescado) | ?               | -                            |
| 1999-2000 | Pro A    | 15º                                  | ?               | -                            |
| 2000-2001 | Pro A    | 15º                                  | 16avos f.       | -                            |
| 2001-2002 | Pro A    | 13º                                  | ?               | -                            |

## Palmarés
- Campeón de la Nationale 1B : 1988
- 1/4 de final en Pro A : 1989, 1993, 1995, 1997